# Зайцевское сельское поселение (Смоленская область)
Зайцевское сельское поселение — упразднённое муниципальное образование в составе Ярцевского района Смоленской области России.
Административный центр — деревня Зайцево.
Образовано Законом Смоленской области от 28 декабря 2004 года. Упразднено Законом Смоленской области от 28 мая 2015 года с включением всех входивших в его состав населённых пунктов в Михейковское сельское поселение.

## Географические данные
- Общая площадь: 118,8 км²
- Расположение: центральная часть Ярцевского района
- Граничит:
  - на севере — с Кротовским сельским поселением
  - на востоке — с Капыревщинским сельским поселением
  - на юго-востоке — с Суетовским сельским поселением
  - на юго-западе — с Михейковским сельским поселением
  - на западе — с Духовщинским районом
- Крупные реки: Вопь, Царевич.

## Население
| 2007 | 2011 | 2012 | 2013 | 2014 | 2015 | 2016 |
| ---- | ---- | ---- | ---- | ---- | ---- | ---- |
| 450  | ↘406 | ↘404 | ↘393 | ↘378 | ↗389 | ↘376 |
| 2017 |      |      |      |      |      |      |
| ↗380 |      |      |      |      |      |      |

## Населённые пункты
На территории поселения находилось 5 населённых пунктов
- Зайцево, деревня
- Колковичи, деревня
- Приселье, деревня
- Скачихино, деревня
- Шишкино, деревня

## Экономика
Сельхозпредприятия, магазины.